# ラエル・ブレイナード
ラエル・ブレイナード（英: Lael Brainard、1962年1月1日 - ）は、アメリカ合衆国の経済学者。国家経済会議議長。元連邦準備制度理事会(FRB)副議長。元国際担当財務次官。カート・キャンベル元国務副長官の妻としても知られ、3人の娘がいる。

## 経歴
幼少期は外交官の娘として冷戦終結までドイツとポーランドで過ごした。
1983年、ウェズリアン大学卒業。1989年にハーバード大学で経済学博士号取得。1990年から1996年までマサチューセッツ工科大学スローンマネジメントスクール准教授。クリントン政権では大統領副補佐官およびG7、G8の首脳個人代表を務めた。
2001年から2008年までブルッキングス研究所副所長。2010年から2013年までオバマ政権で国際担当財務次官。2014年6月16日から連邦準備制度理事会(FRB)の理事を務める（任期は2026年1月31日まで）。ジョー・バイデン政権では当初財務長官への就任が有力視されたが、実現しなかった。2022年にFRB副議長に昇格。2023年7月14日、バイデン大統領から国家経済会議議長に指名された。

## 著作
- "Transforming the Development Landscape"（ブルッキングス研究所出版会、2006年）ISBN 978-0815711247
- "Security by Other Means"（ブルッキングス研究所出版会、2007年）ISBN 978-0815713616
- "Too Poor For Peace?"（ブルッキングス研究所出版会、2007年、Derek H. Cholletとの共同編集）ISBN 978-0815713753